# نوسیفرین
نوسیفرین (به انگلیسی: Nuciferine) با فرمول شیمیایی C۱۹H۲۱NO۲ یک ترکیب شیمیایی با شناسه پاب‌کم ۳۱۰۸۳۷۴ است. که جرم مولی آن ۲۹۵٫۳۷۶ g/mol می‌باشد. 